# 寺内康太郎
寺内 康太郎（てらうち こうたろう、1975年5月18日 -  ）は、日本の映画監督、脚本家。大阪府堺市出身。大阪芸術大学芸術学部映像学科卒業。
過去には「寺内幸太郎」名義で活動していた。

## 監督作品

### 映画
- 痴漢男（2005年）
- BOYS LOVE（ボーイズラブ）（2006年）
- となりの801ちゃん（2007年）
- BOYSLOVE 劇場版（2008年）
- 口裂け女2（2009年）
- 少林老女（2009年）
- デメキング（2009年）
- イケメンバンク（2009年）
- カラスコライダー（2009年）
- 華鬼（「華鬼×神無編」「麗二×もえぎ編」「響×桃子編」）（2009年）
- マリア様がみてる（2010年）
- となりの801ちゃん Love ＆ Peace（2011年）
- ぱんいち夫婦（2011年）
- 青春H エレナー電気工業（2011年）
- 菊池朔太郎之英雄的行為（2012年）
- 東京シャッターガール（2013年）
- ハロウィンナイトメア（2015年）
- 金沢シャッターガール（2018年）

### Vシネマ
- 怪奇!アンビリーバブル　実録!祟られた写真（2003年）
- ほんとうにあった怖い話　邪霊（2004年）
- ほんとうにあった怖い話　着信（2004年）
- 幽霊より怖い話 vol.3（2004年）
- 幽霊より怖い話 vol.4（2004年）
- こっくりさんの真実〜実録! 狐狗狸〜（2005年）
- 心霊写真奇譚（1.3話）（2006年）
- 実録!呪われた都市伝説 震撼 封印された都市伝説（2008年）
- 実録!呪われた都市伝説 驚愕 闇の東京地下世界（2008年）
- 静かなるドン 新章 頂上決戦！！鮮血の大阪抗争編（2010年）
- 静かなるドン 新章 絶体絶命！！怒りの五代目姐編（2010年）
- エクソシスト 祓魔師（2011年）
- メンタリスト響翔（2012年）
- ミテハイケナイ都市伝説 〜闇に葬り去られた人間失格者達〜（2013年）
- ほんとうに映った!監死カメラ 6～17（2014年〜2016年）
- ほんとうに映した！妖怪カメラ（2015年）
- ほんとにあった! 呪いのビデオ71〜75 構成・演出（2017年）
- 境界カメラ（2018年）
- 境界カメラ2～4（2019年）
- 帰って来た監死カメラ1～3（2019年）
- 心霊スパイラル004（2019年）
- 呪いの黙示録 構成・演出・撮影（2020年〜）

### テレビドラマ
- 探偵ブギ（2006年、MXTV)
- 心霊探偵 八雲 第10話 - 第13話（2006年、テレビ東京）
- しにがみのバラッド。（2007年、テレビ東京）
- BSフジ開局15周年スペシャルドラマ「鈴木光司 リアルホラー」（2015年、BSフジ）
- ドラマ10 デザイナーベイビー〜速水刑事、産休前の難事件〜番外編「刑事・土橋福助（2015年、NHK総合）
- 心霊マスターテープ（2020年）
- 心霊マスターテープ2 〜念写〜（2020年）

### その他のテレビ作品
- TXQ FICTION（2024年、テレビ東京）

### 脚本作品
- 日野日出志！怪奇ホラー劇場！私の赤ちゃん（監督：中村義洋）
- カカリ-憑- （2022年）プロデュース・主演：フィッシャーズ（シルクロード）

### YouTube
- フェイクドキュメンタリー「Q」（2021年〜）
- キタニタツヤ - 『摘果』(2023年8月) 演出[1]

### WEB
- montage(動画配信サイトgoomoの番組『なんでもアリタっ!』で製作された短編)
- ニコニコ冬のホラー百物語　開幕特番！　ホラーアシスタント女子会　（2017年12月15日、2017年12月23日）
- ニコ生☆ホラー王 ドラゴンエネルギーリリース記念"心霊バスツアー"　（2018年8月15日）ゲスト出演

### 配信番組
- 封印された日本 猟奇事件暴露ファイル FILE NO.9～10（2020）[2]
- CREATIVE JAM（2023 - Paravi）[3]

### MV
- もやんズ - 『ただガラクタ』(2018年8月) 監督[4]
- キタニタツヤ - 『素敵なしゅうまつを！』(2023年8月、Sony Music Lables Inc.) 撮影・演出[5]

### イベント
- アルコ&ピースのメガホン二郎 春の映画まつり（2023）[6]
- テレビ東京60周年式典『祓除』（2023）[7]